# John Fowles
John Robert Fowles (fáṷlɘs), angleški književnik, * 31. marec 1926, Leight-on-Sea grofija Essex, Anglija, † 5. november 2005, Lyme Regis, Dorset, Anglija.

## Delo
Fowles, književnik in profesor francoske književnosti, je eden najpopularnejših sodobnih angleških pisateljev, množično bran in navajan znotraj literarnih strokovnih razprav kot postmodernistični književnik. 
Že njegov prvi roman Zbiralec (1963) je postal uspešnica. V romanu gre za spreten posnetek trilerja, v katerem avtor razgali vse možnosti spopada dveh glavnih oseb, ki si ne delita enake razlage sveta. Prvemu romanu sledita dve različici Maga (1965 in 1977, v slovenskem prevodu K. Dolinar), pri čemer je druga, dopolnjena verzija bolj poznana. Pri romanu Ženska francoskega poročnika (The French Lieutenant's Women, 1969, slov. prevod Jaka Štular) je kot osnova uporabljen viktorijanski roman, ki mu s postmodernistično dograditvijo razširi meje tako daleč, da postane tipičen primer odprte proze z raličnimi zaključki. Po vseh teh romanih so bili posneti tudi filmi. Napisal je še zbirko Pesmi (Poems, 1973), kratke zgodbe Ebenovinasti stolp (The Ebony Tower, 1974), ironični delno lastni življenjepis Daniel Martin (1977) in fantastično pripoved Mušica (A Maggot, 1985, slov. prevod K. Dolinar). Fowels je tudi prevajalec francoske književnosti in ploden pisec esejev, v katerih pogosto analizira akt samega pisanja. Objavil pa je še več drugih del.